# August von Heckel
August von Heckel (* 26. September 1824 in Landshut; † 26. Oktober 1883 in München) war ein deutscher Maler.

## Leben

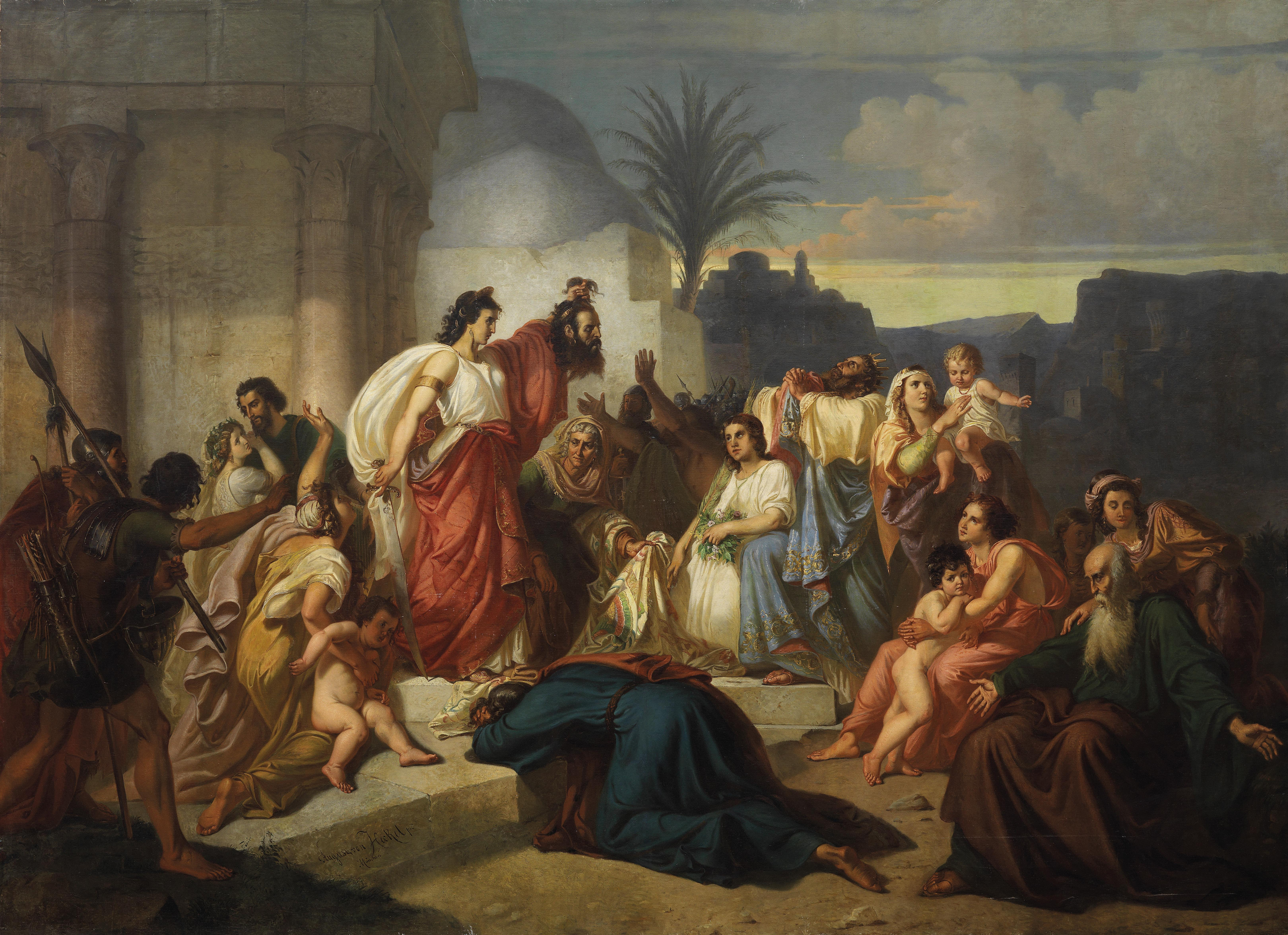
August von Heckel: Judith zeigt den Bethuliern das Haupt des Holofernes

Heckel sah sich, da er durch die Erwartungen seines Vaters, des Kreis- und Stadtgerichtsdirektors Joseph von Heckel für den Beamtenstand bestimmt war, nur nach Überwindung großer Schwierigkeiten imstande, die Kunstschule in Augsburg zu besuchen, wo er zwei Jahre blieb. Er trat dann in die Akademie zu München ein und bildete sich unter Karl Schorn und nach dessen Tod (1850) unter Philipp von Foltz aus.
Von 1855 an malte er Bilder aus dem Gebiet der Romantik und des gemütvollen Genres, mit Motiven wie Chactas und Atala; Mignon; Gretchen am Spinnrad; Die Auswanderer etc.
Während eines dreijährigen Aufenthalts in Italien wandte er sich der Historienmalerei und dem italienischen Genre zu, kam aber in jener selten über eine äußerliche, zum Teil etwas theatralische Darstellungsweise der Begebenheiten hinaus.
August Heckel starb 1883 im Alter von 59 Jahren in München.

## Grabstätte

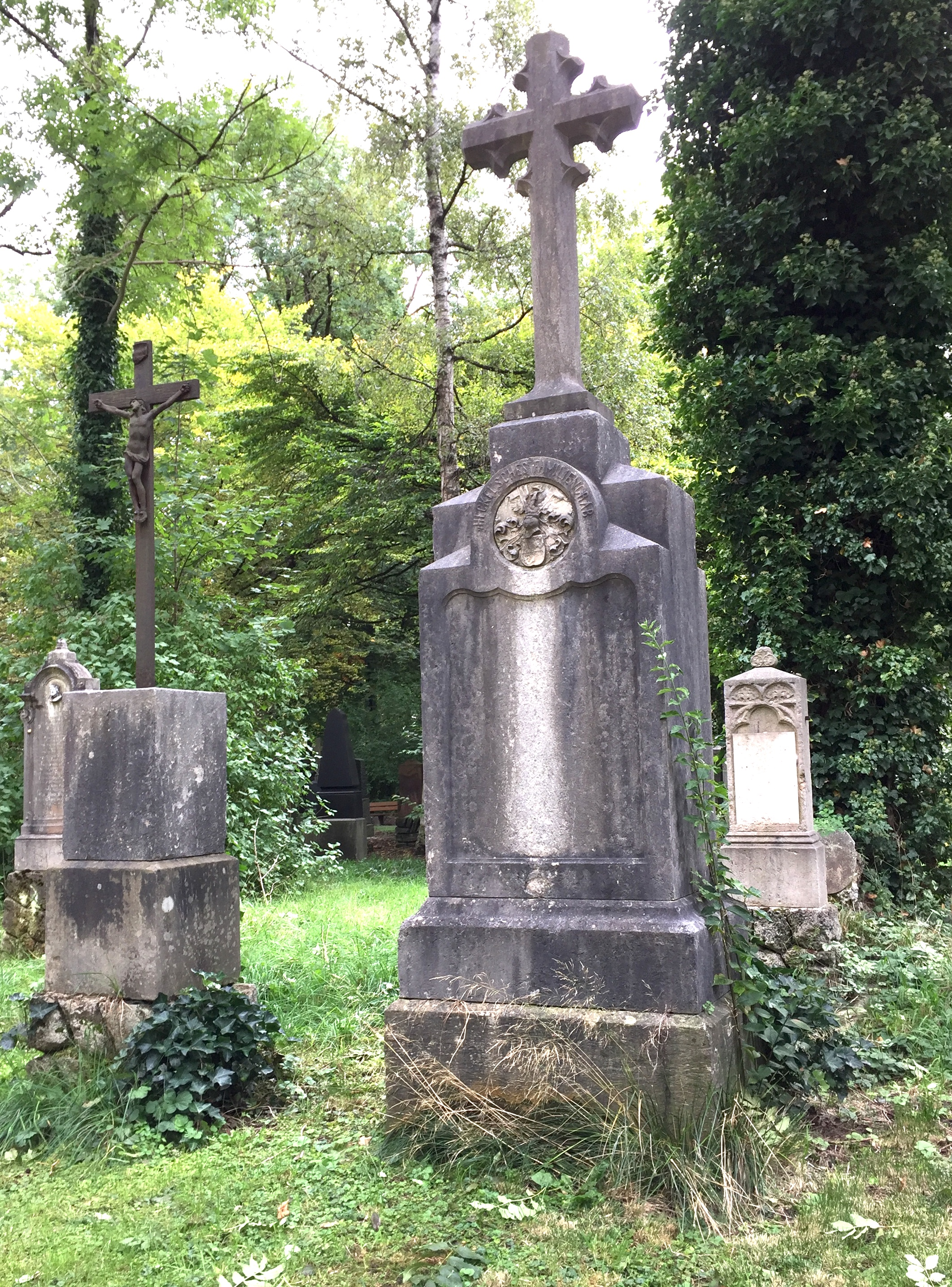
Grab von August Heckel auf dem Alten Südlichen Friedhof in München

Die Grabstätte von August Heckel befindet sich auf dem Alten Südlichen Friedhof in München (Gräberfeld 14 – Reihe 20 – Platz 30/31) Standort.

## Werke
- Judith mit dem Haupte des Holofernes
- Der Einzug Ludwigs des Bayern in Rom
- Der Einzug Maximilians in Brüssel
- Die Gründung des Armenbades Kreuth durch König Max Joseph (Bayerisches Nationalmuseum, München)
- Lear verstößt seine Tochter Cordelia
- Die Tochter der Herodias
- Antonius und Kleopatra
- Der Morgen auf der Piazza Navona in Rom
- Der Abend auf dem Forum
- Vier Gemälde für Schloss Linderhof:[1]
  - Venus und Bacchus sowie Venus mit Amor (zwei der vier Deckenbilder im Speisezimmer, um 1872–1874, die anderen beiden von Eduard Schwoiser)
  - Die Entthronung der Athalia (Supraportenbild im Speisezimmer, um 1872–1874, das andere von Ludwig Thiersch)
  - Die Venusbergszene aus »Tannhäuser« (monumentales Hintergrundbild in der Venusgrotte, 1876–1877)